# سم آلن
سَـم آلن (انگلیسی: Sam Allen؛ ‏ ۲۵ دسامبر ۱۸۶۱ – ۱۳ سپتامبر ۱۹۳۴) بازیگر اهل ایالات متحده آمریکا بود. او بنیان‌گذار یک هتل و یک کارخانه آبجوسازی بود.
از فیلم‌هایی که وی در آن‌ها نقش داشته‌است، می‌توان به دلقک تمام‌عیار و جویندگان طلا اشاره نمود.